# Papissaare poolsaar

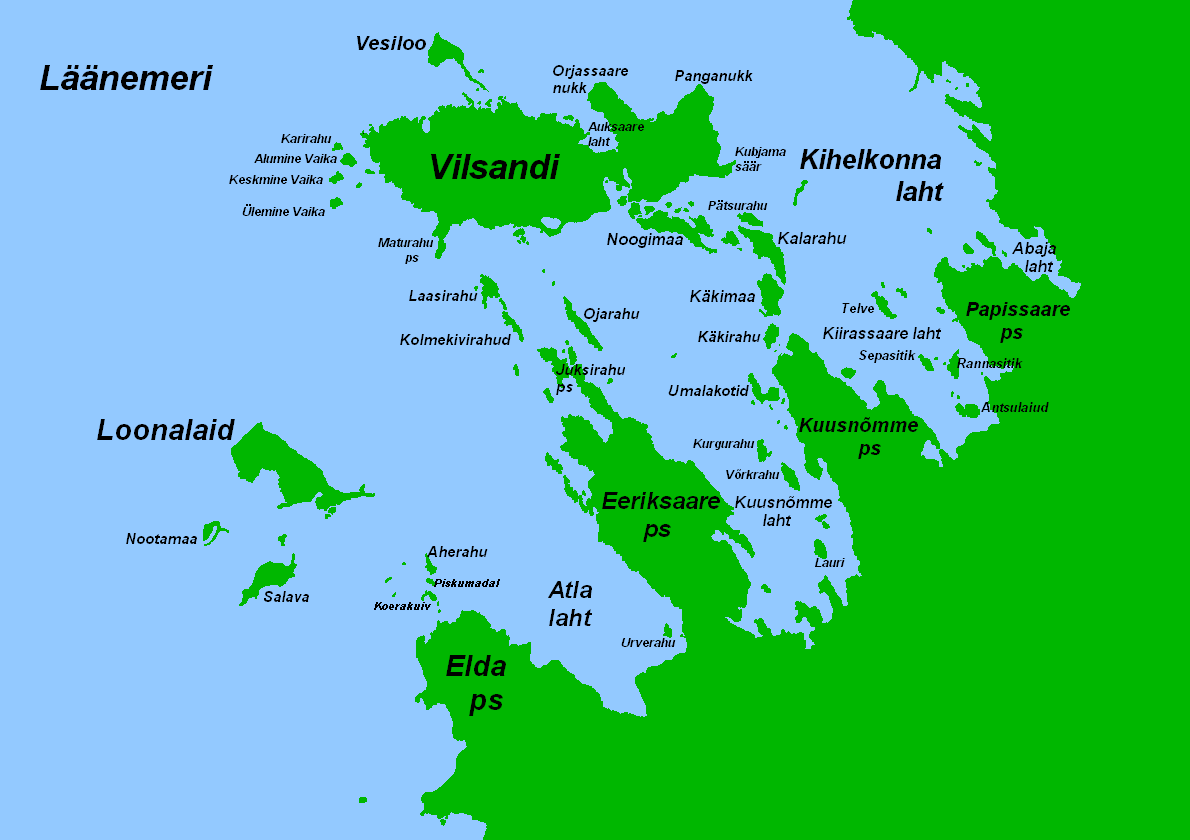

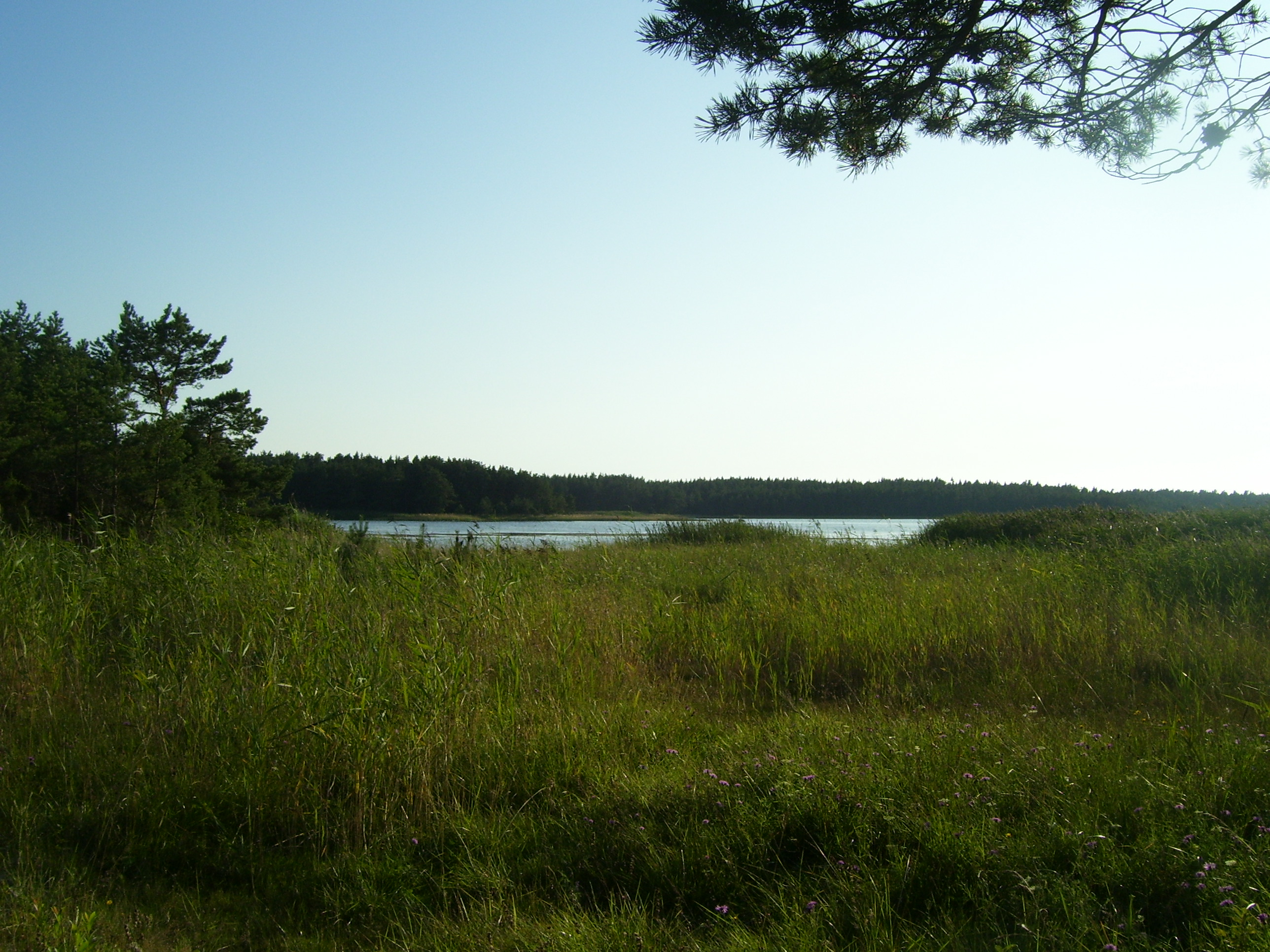

Papissaare poolsaar (äldre namn på tyska och svenska Papenholm) är en halvö i Estland. Den ligger i Ösels kommun i landskapet Saaremaa (Ösel), i den västra delen av landet, 200 km sydväst om huvudstaden Tallinn. Den tillhörde Kihelkonna kommun 1992-2017.
Halvön ligger på Ösels västkust mot Östersjön vid byn Rootsiküla (estniska för Svenskbyn) och småköpingen (estniska: alevik) Kihelkonna (äldre tyska och svenska: Kielkond). Utanför halvön ligger bukten Kihelkonna laht och ön Vilsandi (äldre Filsand). Såväl Vilsandi som Papissaare poolsaar ingår i Vilsandi nationalpark. Halvön avgränsas av Kiirassaare laht i sydväst och Abaja laht i nordöst.  
Årsmedeltemperaturen i trakten är 4 °C. Den varmaste månaden är juli, då medeltemperaturen är 18 °C, och den kallaste är februari, med −8 °C.